# Mount Hartkopf
Mount Hartkopf ist ein 1110 m hoher Berg im westantarktischen Marie-Byrd-Land. Er ragt 17,5 km südöstlich des Mount McCoy an der Ostflanke des oberen Abschnitts des Land-Gletschers auf.
Der United States Geological Survey kartierte ihn anhand eigener Vermessungen und Luftaufnahmen der United States Navy aus den Jahren von 1959 bis 1965. Das Advisory Committee on Antarctic Names benannte ihn 1966 nach Kenneth Walter Hartkopf (1921–1997), der 1963 im Rahmen des United States Antarctic Research Program als Ionosphärenphysiker auf der Byrd-Station tätig war.